# Manis Friedman
Manis Friedman (tên đầy đủ: Menachem Manis HaKohen Friedman, tiếng Hebrew: מנחם מניס הכהן פרידמן, sinh năm 1946) là một Chabad Lubavitch Hassid, Shliach, rabbi, tác giả, triết gia xã hội và diễn giả công cộng. Ông cũng là hiệu trưởng của Học viện Nghiên cứu Do thái Bais Chana. Friedman là tác giả Doesn't Anyone Blush Anymore?, được xuất bản năm 1990 và hiện đang tái bản lần thứ tư. Ông xuất hiện trong các bộ phim tài liệu: The Lost Key (2014) và The Jewish Journey: America (2015).

## Tiểu sử
Sinh ra ở Prague, Tiệp Khắc năm 1946, Friedman di cư với gia đình sang Hoa Kỳ năm 1951. Ông nhận chức rabbi tại Đại học Rabbinical Canada năm 1969.

### Các hoạt động
Năm 1971, lấy cảm hứng từ những lời dạy của Lubavitcher Rebbe, Friedman đã đồng tổ chức Bais Chana Women International, một Viện Nghiên cứu Do thái ở Minnesota cho những phụ nữ có ít giáo dục hoặc vô giáo dục Do Thái chính quy. Ông đã từng làm hiệu trưởng của trường kể từ khi thành lập.
Từ năm 1984-1990, ông đồng thời làm phiên dịch cho một loạt các cuộc đàm thoại truyền hình được tài trợ bởi Lubavitcher Rebbe. Friedman đã làm phiên dịch viên cao cấp cho Jewish Educational Media, Inc.

### Gia đình
Manis Friedman là một Kohen . Ông là anh trai của ca sĩ người Do Thái Avraham Fried và ông là cha của ca sĩ âm nhạc Do thái hiện đại Benny Friedman .

## Giảng dạy
Mặc dù không được xuất bản rộng rãi dưới dạng sách, nhưng những lời dạy của Friedman đã được nhiều tác giả viết về những vấn đề thế tục khác nhau cũng như những chủ đề độc quyền Do Thái.
Những lời dạy của Friedman đã được trích dẫn trong:
- Shmuley Boteach, The Private Adam (2005) and Dating Secrets of the Ten Commandments (2001)
- Barbara Becker Holstein, Enchanted Self: A Positive Therapy (1997)
- Angela Payne, Living Every Single Moment: Embrace Your Purpose Now (2004)
- Sylvia Barack Fishman, A Breath of Life: Feminism in the American Jewish Community (1995)

Trong cuốn tự truyện của họ, Playing with Fire: One Woman's Remarkable Odyssey by Tova Mordechai (1991) and Shanda: The Making and Breaking of a Self-Loathing Jew by Neal Karlen (2004), các tác giả gán cho Friedman một vai trò trong sự sùng đạo tăng cao hơn của bản thân họ.

### Quan điểm về tình yêu, hôn nhân và nữ tính

#### Hai loại tình yêu
Theo Friedman, tình yêu giữa vợ chồng phải vượt qua sự khác biệt giữa hai bên, tạo ra cường độ cao hơn trong mối quan hệ. Trái lại, tình yêu giữa các thành viên khác trong gia đình được xác định dựa trên sự chung thủy mà hai bên chia sẻ. Freidman nói thêm rằng chồng và vợ, nam và nữ, về bản chất luôn luôn là những người xa lạ; vì lý do này mà tình yêu kiếm được trong mối quan hệ này không bao giờ hoàn toàn phù hợp .

#### Lòng chung thủy
Về sự chung thủy trong hôn nhân, Friedman trích dẫn rằng "Nếu bạn giúp chính bản thân để mang lại lợi ích của cuộc hôn nhân khi còn độc thân, bạn có thể tự giúp chính bản thân mình đạt được những lợi ích khi trở thành độc thân khi bạn đã kết hôn."

#### Nữ tính
Nhà xã hội học Lynn Davidman đã phỏng vấn một số đệ tử của Friedman năm 1983. Bà trích dẫn Friedman nói rằng một phụ nữ "vi phạm bản thân" nếu cô cầm lòng không sinh sản con cái và việc kiểm soát sinh đẻ là "vi phạm bạo lực đối với phụ nữ". Friedman khăng khăng rằng sự kinh hoàng của tuổi teen của các cô gái trẻ tuổi đã trải qua bắt nguồn từ thực tế rằng họ đã sẵn sàng cho cuộc hôn nhân về mặt sinh học và tâm lý, nhưng sự thúc giục của họ bị kiềm hãm lại; ông tin rằng các cô gái nên tối ưu hóa việc kết hôn ở tuổi mười bốn. Theo Davidman, quan điểm của Friedman về nữ tính hoàn toàn khác biệt so với các giá trị của đệ tử của ông 
.

## Ý kiến gây tranh cãi

### Về cuộc xung đột giữa Israel và Ả Rập
Friedman đã tuyên bố rằng cách đạo đức để chiến đấu trong chiến tranh là "tiêu diệt các thánh địa của họ, giết người, phụ nữ và trẻ em (và gia súc)", và nếu Israel theo sự khôn ngoan này từ kinh thánh, sẽ không có "thương vong dân sự, không có trẻ em trong dòng lửa, không có ý thức sai về sự công bình, trên thực tế, không có chiến tranh. " Sau khi nhận được những lời chỉ trích, Friedman đã làm rõ rằng "bất kỳ người hàng xóm nào của người Do Thái phải được đối xử, như Torah ra lệnh cho chúng tôi, với lòng tôn kính và từ bi." Friedman sau đó đã làm rõ rằng khi ông trích dẫn từ Torah ông không ủng hộ để thực sự giết bất cứ ai, thay vì nếu Israel sẽ đe dọa làm điều này - Israel sẽ làm sợ hãi kẻ thù của mình và ngăn ngừa chiến tranh .

### Đối với nạn nhân tình dục trẻ em
Friedman đã trích dẫn rằng những người sống sót sau khi lạm dụng tình dục trẻ em không bị tổn thương sâu sắc như một số yêu cầu bồi thường và nên học để vượt qua những trải nghiệm chấn thương của họ. Những nhận xét của Friedman đã nhận được sự thất vọng của những người ủng hộ ông, những người này đã nhìn thấy những phát biểu của ông như là tầm thường hóa những kinh nghiệm của các nạn nhân  Thầy Friedman sau đó đã đưa ra một lời xin lỗi cho những nhận xét gây tổn thương .

### Đối với nạn nhân vụ thảm sát holocaust
Theo Australian Jewish News, Rabbi Friedman, trong một bài phát biểu vào những năm 1980, đã đóng khung cuộc thảm sát như là một phần của kế hoạch thiêng liêng. Friedman đã nói rằng "Ai thật sự đã chết và những người còn sống sót không liên quan gì đến Đức quốc xã", và "không một đứa trẻ Do Thái nào chết bởi vì Đức Quốc xã... họ chết trong mối quan hệ của họ với Đức Chúa Trời." Theo bài báo, Friedman đã không gây thiện cảm bởi những người sống sót sau thảm hoạ diệt vong ở vùng địa phương .

## Tác phẩm xuất bản
- Doesn't Anyone Blush Anymore? Reclaiming Modesty, Intimacy and Sexuality
- The Relief and Rescue Workers Guide to Judaism - a Rescue Workers Handbook